# Роата Лоренцот (Кунео)
Роата Лоренцот је насеље у Италији у округу Кунео, региону Пијемонт.
Према процени из 2011. у насељу је живело 26 становника. Насеље се налази на надморској висини од 594 м.